# Fabrice Bassaber
Pas d'image ? Cliquez ici

a Compétitions nationales et continentales officielles uniquement.

Dernière mise à jour le 22 novembre 2024.
Fabrice Bassaber (né le 24 mai 1975) est un joueur français de rugby à XV qui évolue au poste de troisième ligne aile ou de troisième ligne centre.

## Biographie
Fabrice Bassaber arrête sa carrière de joueur en 2011, après neuf saisons avec le club de Blagnac,.

## Palmarès
- 1995 : Champion Groupe B avec FC Lourdes.
- 2007 : Finaliste Fédérale 1 avec Blagnac sporting club rugby
- Sélection France Juniors